# Powiat Akumi
Powiat Akumi (jap. 飽海郡 Akumi-gun) – powiat w Japonii, w prefekturze Yamagata. W 2024 roku liczył 12 145 mieszkańców.

## Miejscowości
- Yuza